# Повзучий детермінізм
Повзучий детермінізм (англ. creeping determinism, чи англ. Hindsight bias), також відомий як ефект «Я так і знав!» (Остап Вишня «Чухраїнці») (англ. knew-it-all-along effect) — схильність розглядати події, що вже стались, як більш передбачувані, ніж вони були до того, як трапились.
Повзучий детермінізм може спричинювати спотворення пам'яті, коли пригадування та відтворення може призвести до неправильних теоретичних висновків. Припускається, що ефект може спричинити надзвичайні методологічні проблеми при спробі проаналізувати, зрозуміти та проінтерпретувати результати експериментальних досліджень. Сучасними прикладами ефекту «Я так і знав!» є роботи істориків, які описують наслідки битв, лікарі, які пригадують клінічні випробування, і судові системи, які намагаються покласти відповідальність за нещасні випадки через їх передбачуваність.

## Про феномен
Ефект може призвести до спотворення процесів пам'яті. Люди не здатні неупереджено оцінювати умови події, коли результат уже відомий. У майбутньому постійно може здаватися, що він був досить передбачуваним. Те, що людині відомі наслідки події, змінює тлумачення та оцінку всіх пов’язаних фактів і таким чином змушує вважати, що це було передбачувано.
Приклад: У відділі соціального захисту молоді роками спостерігається “підозріла” сім’я. Всіх правил суворо дотримуються, формально нічого не залишається поза увагою. Потім стає відомо, що через недогляд в родині з голоду померла дитина. В обуреної громадськості виникає питання, як таке могло статися, ще й під наглядом держпрацівників. Тепер не тільки звичайні люди, а й фахівці у відповідній сфері, піддаються помилці повзучого детермінізму. Під впливом нової інформації вони повторно перевіряють наявні факти та переоцінюють передбачуваність того, що сталося.
Такі помилкові судження грають велику роль в багатьох соціальних та приватних сферах, особливо при визначенні вини та відповідальності. Так, є свідчення, коли люди заднім числом звинувачували жертву зґвалтування у тому, що вона сама сприяла цьому своєю поведінкою. Важливо додати, що фактологічна експертиза не може компенсувати цей ефект.
Феномен повзучого детермінізму вперше дослідив Барух Фішхофф у 1945(* 1946) році в Університеті Карнегі-Меллона в Піттсбурзі.

## Історія

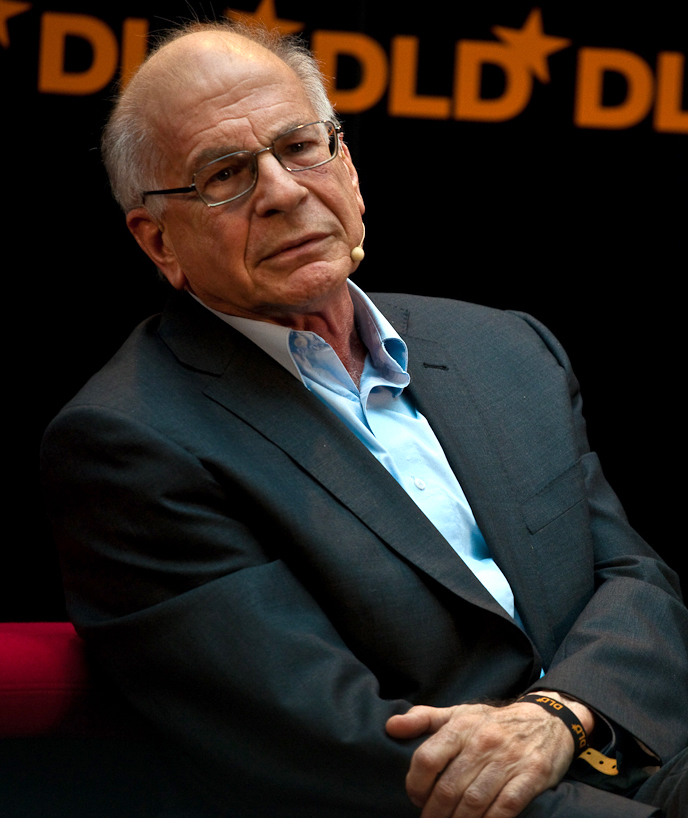
Деніел Канеман

Упередження ретроспективності, хоча його тоді ще не було названо, не було новою концепцією, коли воно з’явилося в психологічних дослідженнях у 1970-х роках. Насправді, історики, філософи та лікарі опосередковано описували його багато разів. У 1973 році Барух Фішхофф відвідав семінар, де Пол Е. Міл заявив про те, що клініцисти часто переоцінюють свою здатність передбачити результат конкретного випадку, оскільки вони стверджують, що знали це весь час. Барух, тодішній аспірант психології, побачив можливість у психологічних дослідженнях пояснити ці спостереження.
На початку 70-х років дослідження евристики та упереджень було великою сферою вивчення психології під керівництвом Амоса Тверського та Деніела Канемана. Дві евристики, визначені Тверським і Канеманом, мали безпосереднє значення для розвитку упередження ретроспективності; це були евристика доступності та евристика репрезентативності. Розробляючи ці евристики, Бейт і Фішхофф розробили перший експеримент, безпосередньо перевіряючи упередження ретроспективного погляду. Вони попросили учасників оцінити ймовірність кількох результатів майбутнього візиту президента США Річарда Ніксона до Пекіна і Москви. Через деякий час після повернення президента Ніксона учасників попросили згадати (або відновити) ймовірності, які вони призначили кожному можливому результату, і їхнє сприйняття ймовірності кожного результату було більшим або завищеним щодо подій, які насправді відбулися. Це дослідження часто згадується у визначеннях ретроспективної упередженості, і назва статті «Я знав, що це станеться», можливо, сприяла тому, що упередження ретроспективності було взаємозамінним із фразою «феномен я-так-і-знав ».
У 1975 році Фішхофф розробив інший метод дослідження упередженості ретроспективності, який на той час називали «гіпотезою повзучого детермінізму». Цей метод передбачає надання учасникам короткої історії з чотирма можливими результатами, один з яких їм розповідають правдивий, а потім просять призначити ймовірність кожного конкретного результату. Учасники часто приписують більшу ймовірність настання тому, який результат, як їм сказали, є правдивим. Залишаючись відносно не зміненим, цей метод досі використовується в психологічних і поведінкових експериментах, які досліджують аспекти упередження ретроспективності. Розвинувшись від евристики Тверського і Канемана в гіпотезу повзучого детермінізму і, нарешті, до упередження ретроспективності, як ми його знаємо, ця концепція має багато практичних застосувань і досі залишається в авангарді досліджень. Нещодавні дослідження, що стосуються упередженості заднього плану, досліджували вплив віку на упередження, як ретроспектива може вплинути на втручання та плутанину, а також як це може вплинути на банківські та інвестиційні стратегії.

## Компоненти
Психолог Хартмут Бланк та його колеги зазначили, що феномен складається з трьох компонентів, які можуть виникати незалежно один від одного, а саме:
1. Підвищення постфактумного почуття неминучості
2. Підвищення постфактумного почуття передбачуваності
3. Спотворення пам'яті

Бланк разом з В. Фішером та Е. Ердфелером провели дослідження явища повзучого детермінізму в умовах політичних виборів. Перед виборами людина повинна була дати прогноз щодо ймовірності перемоги партії X. Дали відповідь, наприклад, 30 %. Після них повідомили, що партія набрала 50 % голосів. Тоді людину попросили згадати, яким був її початковий прогноз. Хоча насправді спочатку її відповідь була 30 %, вона вважатиме, що сказала 40 %. Різниця між початковим прогнозом (10 %) - помилка, що сталася через ретроспективний детермінізм. 

## Фактори

### Валентність та інтенсивність результату
Встановлено, що упередженість ретроспективної думки більш імовірно виникає, коли результат події негативний, а не позитивний. Це явище узгоджується із загальною тенденцією людей приділяти більше уваги негативним результатам подій, ніж позитивним результатам. Крім того, на упередження заднім числом впливає серйозність негативного результату. У судових позовах про зловживання було виявлено, що чим серйознішим є негативний результат, тим більш драматичним є упередження присяжних. У абсолютно об’єктивному випадку вердикт буде ґрунтуватися на стандартах лікування, а не на результатах лікування; однак дослідження показують, що випадки, які закінчуються серйозними негативними результатами (наприклад, смертю), призводять до більш високого рівня упередженості заднього плану. Наприклад, у 1996 році ЛаБайн запропонував сценарій, коли пацієнт-психіатр сказав терапевту, що він планує заподіяти шкоду іншій людині. Терапевт не попередив іншу людину про можливу небезпеку. Кожен учасник отримав один із трьох можливих результатів; особа, яка перебуває під загрозою, не отримала травм, легких чи серйозних травм. Потім учасників попросили визначити, чи слід вважати лікаря недбалим. Учасники зі станом «серйозні травми» не тільки частіше оцінювали терапевта як недбалого, але й оцінювали напад як більш передбачуваний. Учасники категорій без травм і легких травм з більшою ймовірністю вважали дії терапевта розумними.

### Несподіванка
Роль несподіванки може допомогти пояснити податливість упередженості заднього огляду. Здивування впливає на те, як розум реконструює попередні прогнози результатів трьома способами: 1. Здивування — це пряма метакогнітивна евристика для оцінки відстані між результатом і передбаченням. 2. Здивування запускає навмисний процес формування сенсу. 3. Несподіванка упереджує цей процес (податливість заднього огляду), покращуючи пригадування інформації, що відповідає несподіванню, і перевірку гіпотез на основі очікувань. Смислова модель Пеццо підтримує дві суперечливі ідеї про дивовижний результат. Результати можуть показати меншу упередження або, можливо, зворотний ефект, коли людина вважає, що результат взагалі неможливий. Результат також може призвести до того, що упередження заднім числом буде збільшено, щоб мати більш сильний ефект. Процес формування сенсу запускається початковим сюрпризом. Якщо процес формування відчуттів не завершується, а сенсорна інформація не виявляється або не кодується [особою], відчуття сприймається як несподіванка, а упередження заднім числом поступово зменшується. Коли процес формування сенсу відсутній, виникає явища зворотного упередження заднім числом. Без присутності процесу сприйняття сенсу немає й залишку думки про сюрприз. Це може призвести до відчуття невіри в результат як можливість.

### Особистість
Поряд з емоціями здивування, особистісні риси особистості впливають на упередження заднього плану. Нова модель C — це підхід до визначення упередженості та точності людських висновків через їх індивідуальні риси особистості. Ця модель інтегрується на основі точних суджень особистості та ретроспективних ефектів як побічного продукту оновлення знань.
Під час дослідження три процеси продемонстрували потенціал для пояснення виникнення ефектів ретроспективності в судженнях особистості: 1. Зміни у сприйнятті сигналів, 2. Зміни у використанні більш достовірних сигналів, і 3. Зміни у послідовності, з якою людина застосовує знання про репліки.
Після двох досліджень було зрозуміло, що для кожного з вимірів особистості «Великої п’ятірки» існують ретроспективні ефекти. Було виявлено, що як використання більш достовірних сигналів, так і зміни у сприйнятті сигналів індивідом, але не зміна узгодженості, з якою використовуються підказки, пояснюють ефект заднього плану. Під час обох цих досліджень учасникам були представлені цільові зображення, і їх попросили оцінити рівні рис особистості «Великої п’ятірки» для кожної цілі.

### Вік
У дітей важче перевірити упередження заднім числом, ніж у дорослих, оскільки вербальні методи, які використовуються в експериментах над дорослими, є занадто складними для дітей, щоб їх зрозуміти, не кажучи вже про вимірювання упередженості. Деякі експериментальні процедури були створені з візуальною ідентифікацією, щоб перевірити дітей на їх упередженість заднім числом у спосіб, який вони можуть зрозуміти. Методи з візуальними образами починаються з того, що представляють дитині розмите зображення, яке з часом стає чіткішим. В одних умовах суб’єкти знають, що є кінцевим об’єктом, а в інших – ні. У випадках, коли суб’єкт знає, якою буде форма об’єкта, коли зображення стане чітким, його просять оцінити кількість часу, який знадобиться іншим учасникам подібного віку, щоб здогадатися, що це за об’єкт. Через упередження ретроспективного аналізу очікуваний час часто набагато нижчий, ніж фактичний час. Це пояснюється тим, що учасник використовує свої особисті знання під час оцінки.
Ці типи досліджень показують, що на дітей також впливає упередження заднім числом. Дорослі та діти з упередженням заднього числа поділяють основне когнітивне обмеження упередженості до власних поточних знань, коли водночас намагаються згадати чи міркувати про більш наївний когнітивний стан, незалежно від того, чи наївніший стан є їх власним більш раннім наївним, чи когось іншого. Упередження ретроспективного погляду є фундаментальною проблемою в когнітивному сприйнятті перспективи. Після огляду літератури, присвяченої розвитку, присвяченій упередженості ретроспективності та інших обмежень сприйняття, було виявлено, що деякі обмеження дітей у моделі психіки можуть випливати з того самого основного компонента, що й упередження ретроспективності. Цей ключовий фактор породжує основні механізми. Розвиваючий підхід до упередження ретроспективності необхідний для всебічного розуміння природи упередженості заднього числа в соціальному пізнанні.

## Ефекти

### Слухові відволікаючі фактори
Іншим фактором, який впливає на здатність ретроспективного упередження, є слухова функція людини. Щоб перевірити вплив слухових відволікань на упередження заднього числа, було проведено чотири експерименти. Перший експеримент включав прості слова, в яких використовувалися фільтри низьких частот для зменшення амплітуди звуків приголосних; таким чином слова спотворюють. У завданні наївної ідентифікації учасники отримали попереджувальний сигнал, перш ніж почути спотворені слова. У завданні ретроспективної оцінки перед чітким словом був представлений сигнал попередження, за яким слідувала спотворена версія слова. Експеримент другий включав слова з явними попередженнями про упередження ретроспективності. Це відбувалося за такою ж процедурою, що й у першому експерименті. Проте учасники були проінформовані та попросили не повторювати ту саму помилку. Третій експеримент включав повні речення з спотвореними словами, а не окремі слова. Четвертий експеримент включав менш спотворені слова, щоб зробити слова легшими для розуміння та ідентифікації учасникам.
Ці різні методики пропонують різний діапазон виявлення ефекту, а також оцінює екологічну валідність ефекту експерименту. У кожному експерименті ретроспективні оцінки перевищували показники наївної ідентифікації. Тому знання про ідентичність слів змушувало людей переоцінювати наївну здатність інших виявляти умовні версії цих слів від середнього до сильного спотворення. Люди, які знають результат події, як правило, переоцінюють свої попередні знання або наївні знання інших про подію. Як наслідок, мовці схильні переоцінювати чіткість свого повідомлення, тоді як слухачі схильні переоцінювати своє розуміння неоднозначних повідомлень. Це непорозуміння походить від упередженості заднього числа, що створює відчуття неминучості. Загалом, ця слухова упередженість заднього числа все ж виникає, незважаючи на зусилля людей уникнути цього.

### Когнітивні моделі
Щоб зрозуміти, як людина може так легко змінити основу знань і переконань для подій після отримання нової інформації, було розглянуто три когнітивні моделі упередженості заднього огляду. Це три моделі:
- SARA (вибіркова активація та реконструктивне закріплення),
- RAFT (реконструкція після зворотного зв'язку з взятим кращим),
- CMT (теорія причинної моделі).

SARA і RAFT зосереджуються на спотвореннях або змінах у процесі пам'яті, тоді як CMT зосереджується на оцінках ймовірності заднього огляду.
Модель SARA, створена Рюдігером Полем та його співробітниками, пояснює упередження ретроспективності описової інформації в пам'яті та гіпотетичних ситуаціях. SARA припускає, що у людей є набір образів, з яких можна скласти свої спогади. Вони страждають від упередженості заднього плану через вибіркову активацію або упереджену вибірку цього набору зображень. По суті, люди запам’ятовують лише невелику кількість інформації, а коли їх просять пригадати пізніше, використовують це упереджене зображення, щоб підтвердити власну думку щодо ситуації. Набір зображень спочатку обробляється в мозку при першому досвіді. Коли його запам’ятовують, цей образ відновлюється, і розум може редагувати та змінювати пам’ять, що відбувається упередженням, коли представлена нова та правильна інформація, що змушує вважати, що ця нова інформація, коли її згадають пізніше, є людьми. оригінальна пам'ять. Завдяки цій реактивації в мозку можна створити більш постійний слід пам’яті. Нова інформація діє як прив'язка пам'яті, що спричиняє порушення пошуку.
Модель RAFT пояснює упередження заднім числом порівняннями об’єктів. Вона використовує ймовірність на основі знань, а потім застосовує інтерпретації до цих ймовірностей. Коли людина отримує два варіанти вибору, вона пригадує інформацію з обох тем і робить припущення на основі того, наскільки розумною вона вважає цю інформацію. Наприклад, хтось порівнює розміри двох міст. Якщо вони добре знають одне місто (наприклад, тому, що в ньому є популярна спортивна команда або через особисту історію) і знають набагато менше про інше, їхні розумові сигнали щодо більш популярного міста посилюються. Потім вони «беруть найкращий» варіант у своїй оцінці власних ймовірностей. Наприклад, вони впізнають місто, знаючи його спортивну команду, і таким чином припускають, що це місто має найбільшу кількість населення. «Візьміть найкраще» стосується сигналу, який вважається найбільш достовірним і стає підтримкою для інтерпретацій людини. RAFT є побічним продуктом адаптивного навчання. Інформація про зворотний зв’язок оновлює базу знань людини. Це може призвести до того, що людина не зможе отримати початкову інформацію, тому що інформаційний сигнал був замінений підказкою, яка, на її думку, була більш підходящою. «Найкраща» репліка була замінена, і людина пам’ятає лише найвірогіднішу відповідь і вважає, що вона вважала це найкращим моментом весь час.
Описи SARA і RAFT включають порушення слідів пам’яті або когнітивні спотворення, які спричинені зворотним зв’язком інформації та реконструкцією пам’яті.
CMT — це неформальна теорія, заснована на роботі багатьох дослідників щодо створення моделі спільного процесу для упередження ретроспективних даних, що включає результати подій. Люди намагаються зрозуміти подію, яка виявилася не так, як вони очікували, створюючи причинно-наслідкові аргументи для умов початкової події. Це може дати людині уявлення про те, що результат події був неминучим і нічого не могло б запобігти цьому. CMT може бути викликаний невідповідністю між очікуванням людини на подію та реальністю результату. Вони свідомо хочуть зрозуміти, що сталося, і вибірково отримати пам’ять, яка підтримує поточний результат. Ця причинно-наслідкова атрибуція може бути мотивована бажанням відчувати себе більш позитивно щодо результату і, можливо, самих себе.

### Спотворення пам'яті
Упередженість ретроспективності має схожість з іншими спотвореннями пам’яті, такими як ефект дезінформації та помилкова автобіографічна пам’ять. Ефект дезінформації виникає після того, як подія стала засвідчена; нова інформація, отримана після факту, впливає на те, як людина запам’ятовує подію, і її можна назвати дезінформацією після події. Це важливе питання зі свідченнями очевидців. Помилкова автобіографічна пам'ять спрацьовує тоді, коли надаються пропозиції або додаткова зовнішня інформація для спотворення та зміни пам'яті подій; це також може призвести до синдрому помилкової пам'яті. Іноді це може призвести до створення нових спогадів, які є абсолютно хибними і не відбулися.
Усі три цих спотворення пам’яті містять триетапну процедуру. Деталі кожної процедури різні, але всі три можуть призвести до певної форми психологічної маніпуляції та зміни пам’яті. Перший етап відрізняється між трьома парадигмами, хоча всі вони включають подію, подію, що відбулася (ефект дезінформації), подію, яка не відбулася (помилкова автобіографічна пам’ять), і судження, зроблене людиною про подію, яка необхідно пам’ятати (упередженість заднього плану). Другий етап складається з додаткової інформації, яку отримує людина після того, як подія відбулася. Нова інформація, наведена в ретроспективі, є правильною та представлена людині наперед, тоді як додаткова інформація щодо двох інших спотворень пам’яті є неправильною та представлена непрямим і, можливо, маніпулятивним способом. Третій етап полягає у пригадуванні вихідної інформації. Людина повинна пригадати оригінальну інформацію з упередженням заднім числом і ефектом дезінформації, тоді як людина, яка має хибну автобіографічну пам’ять, як очікується, запам’ятає неправильну інформацію як справжню пам’ять.
Кавілло (2013) перевірив, чи існує зв’язок між кількістю часу, який люди, які проводили експеримент, дали учасникам на відповідь, і рівнем упередженості учасника, коли він згадував свої початкові судження. Результати показали, що взаємозв’язок насправді існує; індекс упередженості ретроспективного огляду був більшим серед учасників, яких попросили відповісти швидше, ніж серед учасників, яким давали більше часу для відповіді.
Спотворення автобіографічної пам’яті, викликані упередженням заднім числом, також використовувалися як інструмент для вивчення змін у переконаннях студентів щодо паранормальних явищ після проходження курсу скептицизму на університетському рівні. У дослідженні Кейна (2010) учні класу Кейна зі скептицизмом оцінили свій рівень віри в різноманітні паранормальні явища як на початку, так і наприкінці курсу. Наприкінці курсу вони також оцінювали те, що вони пам’ятали, на якому рівень віри був на початку курсу. Критичний висновок полягав у тому, що студенти не тільки знизили свій середній рівень віри в паранормальні явища до кінця курсу, але й помилково запам'ятали рівень віри, який вони мали на початку курсу, пригадуючи набагато нижчий рівень віри, ніж те, що вони спочатку оцінили. Саме останній висновок є відображенням дії упередження ретроспективності.
Щоб створити хибну автобіографічну пам’ять, людина повинна повірити в спогад, який не є справжнім. Щоб інформація виглядала справжньою, вона має впливати на їхні власні судження. Немає реального епізоду події, який слід запам’ятати, тому така конструкція пам’яті має бути логічною для бази знань цієї людини. Упередженість ретроспективності та ефект дезінформації нагадують певний час і подію; це називається епізодичним процесом пам'яті. Обидва ці два спотворення пам’яті використовують механізми, засновані на пам’яті, які включають слідку пам’яті, яка була змінена. Активація гіпокампу відбувається, коли згадується епізодична пам'ять. Тоді пам'ять доступна для зміни новою інформацією. Людина вважає, що відкликана інформація є оригінальним слідом пам’яті, а не зміненою пам’яттю. Ця нова пам’ять складається з точної інформації, і тому людина не має особливої мотивації визнавати, що вона спочатку помилялася, згадуючи первісну пам’ять. Це може призвести до мотивованого забуття.

### Мотивоване забуття
Після негативного результату ситуації чи прийнятого рішення, люди часто прагнуть позбутися або розмити відповідальність, як свою, так і загальну. Замість визнання своєї ролі, відповідальності або провини в певній події, людина може свідомо чи несвідомо використовувати різноманітні захисні психологічні механізми, наприклад: 
- Захисна обробка (англ. defensive processing): Людина вважає, що потрапила в ситуацію, яка була непередбачуваною або несподіваною для неї. Це означає, що людина зменшує упередженість заднім числом, ігноруючи знання про подію.
- Ретроактивний песимізм (англ. retroactive pessimism): Людина розглядає ситуацію як неминучу і вважає, що нічого не можна було зробити для запобігання чи настання певної події. Тут використовується упередженість заднім числом після негативного, небажаного результату.[27]

Життєві події важко контролювати або передбачити, тому не дивно, що люди прагнуть бачити себе в більш позитивному світлі і не хочуть брати на себе неприємну відповідальність за ситуації, які могли б змінити. 
Як наслідок, мотивоване забуття – призводить до упередженості заднього числа, що гальмує висхідне протилежне мислення і натомість інтерпретує результат як підкорення неминучій долі. Гальмування пам’яті, яке заважає людині згадати те, що насправді сталося, може призвести до неприйняття помилок, що у свою чергу робить людину нездатною навчатися і рости для запобігання повторенню помилок. Упередженість заднього числа може призвести до надмірної сміливості та впевненості в прийнятті рішень без розгляду інших варіантів. Такі люди вважають себе тими, хто пам’ятає лише "прийняте правильне рішення, без альтернатив та під тиском обставин", хоча насправді – просто забувають, що були неправі.

## Наслідки
Упередженість ретроспективності має як позитивні, так і негативні наслідки. Упередження також відіграє роль у процесі прийняття рішень у медичній сфері.

### Позитивні
Позитивними наслідками упередженості заднього огляду є підвищення впевненості та продуктивності, якщо спотворення упередженості є розумним і не створює надмірної впевненості. Іншим позитивним наслідком є те, що самовпевненість у своїх знаннях і прийнятті рішень, навіть якщо це в кінцевому підсумку буде поганим рішенням, може бути корисним для інших; дозволяючи іншим відчувати щось нове або вчитися у тих, хто приймав погані рішення.

### Негативні
Упередження ретроспективності зменшує раціональне мислення, оскільки людина відчуває сильні емоції, що, у свою чергу, зменшує раціональне мислення. Іншим негативним наслідком упередженості ретроспективних поглядів є перешкоджання здатності вчитися на досвіді, оскільки людина не може озиратися на минулі рішення та вчитися на помилках. Третій наслідок – зниження чутливості до жертви з боку особи, яка спричинила правопорушення. Особа деморалізує жертву і не дає можливості виправити поведінку та вчинки.

### Прийняття рішеннь у медицині
Упередженість задньої точки зору може призвести до надмірної впевненості та халатності по відношенню до лікарів. Упередженість і надмірна впевненість часто пов’язані з кількістю років досвіду лікаря. Після процедури лікарі можуть мати позицію «весь час про це знали», хоча насправді вони цього не знали. Намагаючись уникнути упередженості заднього плану, лікарі використовують комп’ютерну систему підтримки прийняття рішень, яка допомагає лікарю правильно і точно діагностувати та лікувати своїх пацієнтів.

## Візуальне упередження
Було також виявлено, що упередженість ретроспективності впливає на судження щодо сприйняття візуальних стимулів, ефект, який називають феноменом «я все це бачив». Цей ефект був продемонстрований експериментально , представивши учасникам спочатку дуже розмиті зображення знаменитостей. Потім учасники переглянули зображення, оскільки зображення покращувалися до повної чіткості (Фаза 1). Після фази 1 учасники передбачили рівень розмиття, при якому однолітки зможуть точно ідентифікувати кожну знаменитість. Було виявлено, що тепер, коли особи знаменитостей на кожному зображенні були відомі, учасники значно переоцінили легкість, з якою інші могли б ідентифікувати знаменитостей, коли зображення були розмитими.
Феномен упередженості візуальної ретроспективи має важливе значення для форми судового розгляду щодо неправомірної відповідальності, яка виникає в області радіології. Як правило, у цих випадках рентгенолога звинувачують у тому, що він не зміг виявити наявність відхилення, яке насправді було присутнім на рентгенологічному зображенні. Під час судового розгляду іншого рентгенолога, який тепер знає, що зображення містить відхилення, просять оцінити, наскільки ймовірно, що наївний рентгенолог виявив аномалію під час первинного зчитування зображення. Такого роду судження прямі паралельно з судженнями, зробленими в дослідженнях ретроспективної упередженості. У відповідності з літературою ретроспективної упередженості було виявлено, що відхилення насправді легше виявити в ретроспективі, ніж у передбаченні. За відсутності контролю за упередженням заднього плану, рентгенологи, що свідчать, можуть переоцінити легкість, з якою аномалію було б виявлено в передбаченні.

## Спроби зменшення
Дослідження показують, що люди все ще демонструють упередження заднім числом, навіть коли вони усвідомлюють це або мають намір його викорінити. Немає рішення, щоб повністю усунути упередження ретроспективного погляду, а є лише способи його зменшити. Деякі з них включають розгляд альтернативних пояснень або відкриття свідомості для різних точок зору. Єдиний спостережуваний спосіб зменшити упередження заднім числом у тестуванні — це змусити учасника подумати про те, наскільки альтернативні гіпотези можуть бути правильними. В результаті учасник сумнівався в правильності гіпотези і повідомляв, що не обрав її.
Враховуючи, що спроби дослідників усунути упередження заднім числом зазнали невдачі, деякі вважають, що можливе поєднання мотиваційних і автоматичних процесів у когнітивній реконструкції. Заохочення спонукає учасників докладати більше зусиль, щоб відновити навіть слабкі сліди пам’яті. Ця ідея підтримує теорію причинно-наслідкової моделі та використання сенсів для розуміння результатів подій.

## Психічні розлади

### Шизофренія
Шизофренія є прикладом розладу, який безпосередньо впливає на упередження заднього числа. Особи з шизофренією сильніше страждають від упередженості заднього числа, ніж люди з широкої громадськості.
Ефект ретроспективного упередження — це парадигма, яка демонструє, як нещодавно набуті знання впливають на пригадування минулої інформації. Нещодавно набуті знання мають дивний, але сильний вплив на шизофренічних людей по відношенню до інформації, засвоєної раніше. Нова інформація в поєднанні з відмовою від спогадів минулого може спростувати поведінку і маячні переконання, які зазвичай зустрічаються у пацієнтів, які страждають на шизофренію. Це може викликати неправильну пам’ять, що може призвести до ретроспективних роздумів і віри в те, що вони знають те, чого вони не знають. Люди, схильні до марення, які страждають на шизофренію, можуть робити хибні висновки. Поспішні висновки можуть призвести до ретроспективності, що сильно впливає на переконання в маячних думках у людей з шизофренією. У численних дослідженнях когнітивні функціональні дефіцити у шизофренічних людей погіршують їх здатність представляти та підтримувати контекстну обробку.

### Посттравматичний стресовий розлад
Посттравматичний стресовий розлад (ПТСР) – це повторне переживання та уникнення стресових факторів, пов’язаних із травмою, емоцій та спогадів про минулу подію чи події, які мають драматизуючий когнітивний вплив на людину. ПТСР можна віднести до функціонального порушення структури префронтальної кори (ПФК). Дисфункції когнітивної обробки контексту та відхилення, від яких страждають пацієнти з посттравматичним стресовим розладом, можуть вплинути на ретроспективне мислення, наприклад, у бойових солдатів, які усвідомлюють, що вони могли змінити результати подій на війні. Системи ПФК і дофаміну є частинами мозку, які можуть бути відповідальними за порушення когнітивного контролю обробки контекстної інформації. ПФК добре відомий тим, що керує процесом мислення з упередженням заднім числом, що щось станеться, коли цього, очевидно, немає. Порушення в певних областях мозку також можуть вплинути на процес мислення людини, яка може займатися ретроспективним мисленням.
Когнітивні флешбеки та інші пов’язані з ними ознаки травматичної події можуть викликати сильний стрес і негативні емоції, такі як непрощена провина. Наприклад, були проведені дослідження характеристик провини, пов’язаної з травмою, ветеранів війни з хронічним посттравматичним стресовим розладом. Хоча були обмежені дослідження, значні дані свідчать про те, що упередження заднім числом впливає на особисте сприйняття ветеранами війни про злочини з точки зору провини та відповідальності за травматичні події війни. Вони звинувачують себе, а заднім числом розуміють, що могли запобігти тому, що сталося.

## Приклади

### Вікіпедія
Оскільки ретроспективність змушує людей зосереджуватися на інформації, яка відповідає тому, що сталося, тоді як суперечлива інформація ігнорується або вважається менш актуальною, вона, ймовірно, також включається в уявлення про минуле. У дослідженні статей Вікіпедії останні версії статей до події (версії форсайт-статей) порівнювали з двома версіями статей ретроспективного огляду: першою в Інтернеті після події та іншою через вісім тижнів. Щоб мати можливість досліджувати різні типи подій, навіть у тому числі катастрофи (наприклад, ядерна катастрофа на Фукусімі), щодо яких не існує статей про прогнозування, автори використовували статті про структуру, яка зазнала пошкоджень у цих випадках (наприклад, стаття про атомну електростанцію Фукусіма). Аналізуючи, якою мірою статті нагадують певну подію, вони виявили, що лише статті про катастрофи набагато більше нагадують про катастрофу в ретроспективі, ніж у передбаченні, що вказувало на упередженість ретроспективності. Для решти категорій подій, однак, статті Вікіпедії не виявляли упередженості заднім числом. У спробі більш прямого порівняння ретроспективних упереджень окремих людей і Вікіпедії, інше дослідження прийшло до висновку, що статті Вікіпедії менш сприйнятливі до упередження ретроспективних даних, ніж уявлення окремих осіб.

### Історія
Прикладом повзучого детермінізму може бути ситуація, коли історик пише книгу про битву, яку він не був учасником, але з погляду на результати цієї битви може вважати, що все було передбачуване і заздалегідь відоме. 

### Система охорони здоров'я
Нещасні випадки часто трапляються в будь-якій людській діяльності, але нещасні випадки, що відбуваються в системі охорони здоров’я, здаються більш помітними та серйозними через їх глибокий вплив на життя осіб, причетних до них, і іноді призводять до смерті пацієнта. У системі охорони здоров’я існує ряд методів, за допомогою яких конкретні випадки нещасних випадків, які сталися, розглядаються іншими, кому вже відомий результат справи. Ці методи включають конференції щодо захворюваності та смертності, розтин, аналіз випадків, аналіз претензій про медичну неправоту, інтерв’ю з персоналом і навіть спостереження за пацієнтами. Було показано, що упередження заднім числом викликає труднощі при вимірюванні помилок у цих випадках. Багато помилок вважаються запобіжними після факту, що чітко вказує на наявність і важливість упередженості заднього огляду в цій області. У дискусії є дві сторони щодо того, як слід підходити до цих оглядів випадків, щоб найкраще оцінити минулі випадки: стратегія усунення помилок і стратегія управління безпекою. Стратегія усунення помилок має на меті знайти причину помилок, значною мірою покладаючись на ретроспективу (тому більше схильна до упередження ретроспективної думки). Стратегія управління безпекою менше покладається на ретроспективу (менш схильна до упередженості задньої точки зору) і визначає можливі обмеження під час процесу прийняття рішень у цій справі. Однак він не захищений від помилок.

### Судова система
Упередження заднім числом призводить до того, що в суді дотримуються вищих стандартів. Захист особливо вразливий до цих наслідків, оскільки їхні дії перевіряються присяжними. Упередження заднім числом змушує підсудних вважатися здатними запобігти поганим результатам. Незважаючи на те, що для відповідачів упередженість заднього числа є набагато сильніше, вона також впливає на позивачів. У випадках, коли існує припущення про ризик, упередженість заднього числа може сприяти тому, що присяжні сприймуть подію як більш ризиковану через поганий результат. Це може наштовхнути журі на думку, що позивач мав бути більш обережним у цій ситуації. Обидва наслідки можна звести до мінімуму, якщо адвокати ставлять присяжних у позицію передбачнення, а не оцінки заднім числом, використовуючи мову та терміни. Судді та присяжні, ймовірно, помилково вважають негативні події більш передбачуваними, ніж те, що було насправді в момент, коли вони розглядають ситуацію після факту в суді. Заохочення людей чітко думати про контрафакт було ефективним засобом зменшення упередженості ретроспективної думки] Іншими словами, люди стали менш прив’язаними до фактичного результату і були більш відкритими для розгляду альтернативних міркувань до події. Судді, які беруть участь у справах про шахрайську передачу, також підпадають під упередження, що призвело до несправедливої переваги для позивача, що свідчить про те, що присяжні не єдині, хто чутливий до наслідків упередженого огляду в залі суду.